# مجرد شقراء أخرى
مجرد شقراء أخرى (المعروف أيضًا باسم The Girl From Coney Island) هو فيلم مغامرات رومانسي كوميدي أمريكي صامت إنتاج عام 1926 وزعته شركة فيرست ناشيونال
بيكشيرز استنادًا إلى القصة القصيرة "Even Stev'en"، أخرج الفيلم ألفريد سانتيل وبطولة دوروثي ماكايل وجاك مولهال ولويز بروكس. تدور حول اثنين من المقامرين الصغيرين وفتاتين من كوني آيلاند اللذان يروقان لهما.

## ملخص الفيلم
جيمي أوكونور وسكوتي اثنان من المقامرين والأشرار في مدينة نيويورك قرروا الاستقامة، وبما أنهم أصدقاء مقربان، قاموا بتقسيم كل شي مناصفة أي شيء يحصلون عليه أو يفعلونه. لا يهتم جيمي الأعزب بالنساء بعكس صديقة سكوتي الذي يقع في حب ديانا أوسوليفان ، فتاة كوني آيلاند. قرروا أن جيمي يحتاج إلى صديقة واختاروا جيني كافانو، ولكن بعد اتفاقهم المناصفة، امتدح جيمي سكوتي لها، على الرغم من أنه وقع في حب جيني. يستغرق الأمر رحلة بالطائرة لجعل الجميع متطابقين بشكل صحيح.

## طاقم العمل
- دوروثي ماكايل في دور جين كافانو
- جاك مولهال في دور جيمي أوكونور
- لويز بروكس في دور ديانا أوسوليفان
- ويليام كولير جونيور في دور كيد سكوتي
- بيتي بيرن في دور الممرضة (غير مذكورة في القائمة).[3]
- إفي شانون بدور والدة جيمي (غير مذكورة في القائمة).[3]

## روابط خارجية
- مجرد شقراء أخرى  في قاعدة بيانات الأفلام على الإنترنت (بالإنجليزية)
- ملصق اللوبي 1 (وايباك مشين)
- ملصق اللوبي 2 (وايباك مشين)